# Thymus zygis
Thymus zygis là một loài thực vật có hoa trong họ Hoa môi. Loài này được L. miêu tả khoa học đầu tiên năm 1753.

## Hình ảnh

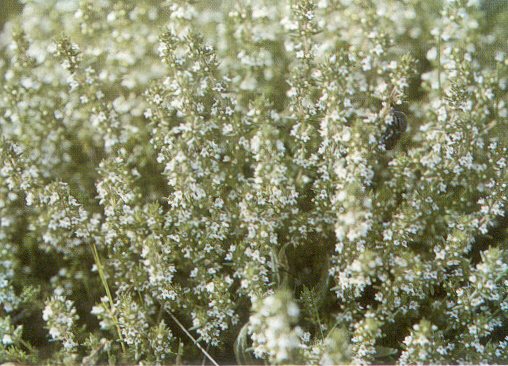
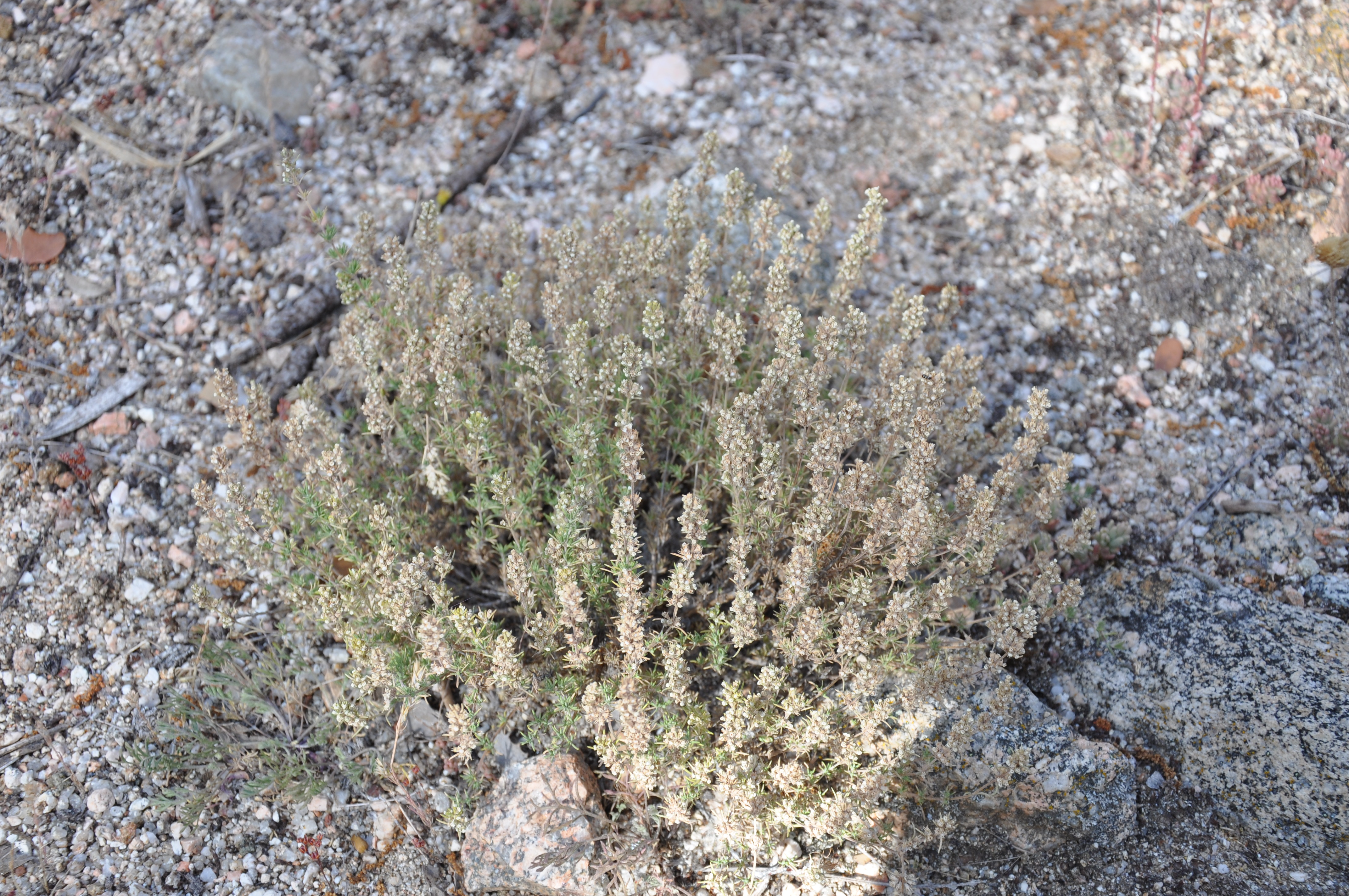